# Gran Premio motociclistico d'Australia 2014
Il Gran Premio motociclistico d'Australia 2014 è stato la sedicesima prova del motomondiale del 2014, disputatosi il 19 ottobre 2014 presso il circuito di Phillip Island.
Nelle tre gare si sono imposti Valentino Rossi su Yamaha nella MotoGP, Maverick Viñales su Kalex in Moto2 e Jack Miller su KTM in Moto3.

## MotoGP
Partito dall'ottava posizione dello schieramento di partenza, Valentino Rossi vince la gara, realizzando in questo modo la centoottesima vittoria della sua carriera nel motomondiale, seconda in questa stagione agonistica. Erano otto anni che un pilota italiano non vinceva il Gran Premio d'Australia nella classe MotoGP, da quando Marco Melandri vinse l'edizione del 2006. In una gara con soli 14 piloti al traguardo, sono nove i piloti a ritirarsi, tra questi Marc Márquez (già sicuro del titolo mondiale), che cade a dieci giri dalla fine della gara quando si trovava in prima posizione, lasciando strada libera alla vittoria di Rossi. Completano il podio, tutto composto da piloti equipaggiati da Yamaha YZR-M1, Jorge Lorenzo secondo e Bradley Smith del team Monster Yamaha Tech 3 terzo. Per il pilota britannico Smith si tratta del primo posizionamento a podio in MotoGP.
Nella classifica generale, con Márquez già certo del primo posto, Rossi consolida la seconda posizione in campionato con 255 punti, con Lorenzo che si porta in terza posizione con 247 punti totali.

### Arrivati al traguardo
| Pos. | Nº | Pilota           | Squadra                   | Motocicletta       | Giri | Tempo           | Griglia | Punti |
| ---- | -- | ---------------- | ------------------------- | ------------------ | ---- | --------------- | ------- | ----- |
| 1º   | 46 | Valentino Rossi  | Movistar Yamaha           | Yamaha YZR-M1      | 27   | 40min 46s 405ms | 8º      | 25    |
| 2º   | 99 | Jorge Lorenzo    | Movistar Yamaha           | Yamaha YZR-M1      | 27   | +10.836         | 3º      | 20    |
| 3º   | 38 | Bradley Smith    | Monster Yamaha Tech 3     | Yamaha YZR-M1      | 27   | +12.294         | 4º      | 16    |
| 4º   | 4  | Andrea Dovizioso | Ducati Team               | Ducati Desmosedici | 27   | +14.893         | 10º     | 13    |
| 5º   | 8  | Héctor Barberá   | Avintia Racing            | Ducati Desmosedici | 27   | +30.089         | 14º     | 11    |
| 6º   | 19 | Álvaro Bautista  | GO&FUN Honda Gresini      | Honda RC213V       | 27   | +30.154         | 17º     | 10    |
| 7º   | 45 | Scott Redding    | GO&FUN Honda Gresini      | Honda RCV1000R     | 27   | +30.158         | 13º     | 9     |
| 8º   | 7  | Hiroshi Aoyama   | Drive M7 Aspar            | Honda RCV1000R     | 27   | +33.166         | 12º     | 8     |
| 9º   | 15 | Alex De Angelis  | NGM Forward Racing        | Forward Yamaha     | 27   | +33.577         | 23º     | 7     |
| 10º  | 69 | Nicky Hayden     | Drive M7 Aspar            | Honda RCV1000R     | 27   | +34.144         | 15º     | 6     |
| 11º  | 68 | Yonny Hernández  | Energy T.I. Pramac Racing | Ducati Desmosedici | 27   | +39.468         | 18º     | 5     |
| 12º  | 9  | Danilo Petrucci  | Octo IodaRacing           | ART                | 27   | +56.684         | 19º     | 4     |
| 13º  | 70 | Michael Laverty  | Paul Bird Motorsport      | PBM                | 27   | +1'12.813       | 21º     | 3     |
| 14º  | 63 | Mike Di Meglio   | Avintia Racing            | Avintia GP14       | 27   | +1'28.050       | 20º     | 2     |

### Ritirati
| Nº | Pilota          | Squadra               | Motocicletta       | Giri | Griglia |
| -- | --------------- | --------------------- | ------------------ | ---- | ------- |
| 35 | Cal Crutchlow   | Ducati Team           | Ducati Desmosedici | 26   | 2º      |
| 44 | Pol Espargaró   | Monster Yamaha Tech 3 | Yamaha YZR-M1      | 24   | 9º      |
| 41 | Aleix Espargaró | NGM Forward Racing    | Forward Yamaha     | 20   | 6º      |
| 6  | Stefan Bradl    | LCR Honda             | Honda RC213V       | 19   | 11º     |
| 93 | Marc Márquez    | Repsol Honda          | Honda RC213V       | 17   | 1º      |
| 23 | Broc Parkes     | Paul Bird Motorsport  | PBM                | 13   | 22º     |
| 26 | Dani Pedrosa    | Repsol Honda          | Honda RC213V       | 6    | 5º      |
| 29 | Andrea Iannone  | Pramac Racing         | Ducati Desmosedici | 5    | 7º      |
| 17 | Karel Abraham   | Cardion AB Motoracing | Honda RCV1000R     | 4    | 16º     |

## Moto2
Terza vittoria stagionale in questa classe per Maverick Viñales con la Kalex Moto2 del team Paginas Amarillas HP 40, con Thomas Lüthi secondo con la Suter MMX2 del team Interwetten Sitag e Esteve Rabat del team Marc VDS Racing terzo sul traguardo, davanti al compagno di squadra Mika Kallio.
Per quel che concerne la classifica mondiale, Rabat mantiene la prima posizione con 310 punti, staccando di 41 punti Kallio, con il pilota finlandese che resta ancora in corsa per il titolo, vista la seconda posizione con 269 punti.
Axel Pons, che si era fratturato un dito una settimana prima al GP del Giappone, prende parte alle prove ma decide di rinunciare a partecipare alla gara a causa del forte dolore. Congiuntamente al pilota spagnolo, anche Azlan Shah e Robin Mulhauser non prendono parte alla gara, ma per infortuni rimediati durante le prove di questo GP.

### Arrivati al traguardo
| Pos. | Nº | Pilota              | Squadra                  | Motocicletta       | Giri | Tempo           | Griglia | Punti |
| ---- | -- | ------------------- | ------------------------ | ------------------ | ---- | --------------- | ------- | ----- |
| 1º   | 40 | Maverick Viñales    | Paginas Amarillas HP 40  | Kalex Moto2        | 25   | 39min 10s 419ms | 4º      | 25    |
| 2º   | 12 | Thomas Lüthi        | Interwetten Sitag        | Suter MMX2         | 25   | +1.329          | 5º      | 20    |
| 3º   | 53 | Esteve Rabat        | Marc VDS Racing          | Kalex Moto2        | 25   | +1.504          | 1º      | 16    |
| 4º   | 36 | Mika Kallio         | Marc VDS Racing          | Kalex Moto2        | 25   | +1.843          | 3º      | 13    |
| 5º   | 22 | Sam Lowes           | Speed Up                 | Speed Up SF14      | 25   | +3.292          | 7º      | 11    |
| 6º   | 11 | Sandro Cortese      | Dynavolt Intact GP       | Kalex Moto2        | 25   | +11.697         | 6º      | 10    |
| 7º   | 23 | Marcel Schrötter    | Tech 3                   | Tech 3 Mistral 610 | 25   | +11.777         | 10º     | 9     |
| 8º   | 77 | Dominique Aegerter  | Technomag carXpert       | Suter MMX2         | 25   | +18.276         | 16º     | 8     |
| 9º   | 19 | Xavier Siméon       | Federal Oil Gresini      | Suter MMX2         | 25   | +18.282         | 9º      | 7     |
| 10º  | 81 | Jordi Torres        | Mapfre Aspar             | Suter MMX2         | 25   | +18.478         | 8º      | 6     |
| 11º  | 30 | Takaaki Nakagami    | Idemitsu Honda Team Asia | Kalex Moto2        | 25   | +18.514         | 19º     | 5     |
| 12º  | 96 | Louis Rossi         | SAG Team                 | Kalex Moto2        | 25   | +18.560         | 20º     | 4     |
| 13º  | 21 | Franco Morbidelli   | Italtrans Racing         | Kalex Moto2        | 25   | +18.834         | 12º     | 3     |
| 14º  | 7  | Lorenzo Baldassarri | Gresini Moto2            | Suter MMX2         | 25   | +19.224         | 18º     | 2     |
| 15º  | 94 | Jonas Folger        | AGR Team                 | Kalex Moto2        | 25   | +19.437         | 14º     | 1     |
| 16º  | 88 | Ricard Cardús       | Tech 3                   | Tech 3 Mistral 610 | 25   | +33.238         | 11º     |       |
| 17º  | 39 | Luis Salom          | Paginas Amarillas HP 40  | Kalex Moto2        | 25   | +33.776         | 22º     |       |
| 18º  | 18 | Nicolás Terol       | Mapfre Aspar             | Suter MMX2         | 25   | +36.416         | 23º     |       |
| 19º  | 4  | Randy Krummenacher  | Octo IodaRacing          | Suter MMX2         | 25   | +40.574         | 15º     |       |
| 20º  | 60 | Julián Simón        | Italtrans Racing         | Kalex Moto2        | 25   | +40.630         | 26º     |       |
| 21º  | 8  | Gino Rea            | AGT Rea Racing           | Suter MMX2         | 25   | +51.225         | 27º     |       |
| 22º  | 95 | Anthony West        | QMMF Racing              | Speed Up SF14      | 25   | +51.281         | 25º     |       |
| 23º  | 97 | Román Ramos         | QMMF Racing              | Speed Up SF14      | 25   | +51.448         | 31º     |       |
| 24º  | 71 | Tomoyoshi Koyama    | Teluru Team JiR Webike   | NTS                | 25   | +51.496         | 29º     |       |
| 25º  | 20 | Florian Marino      | NGM Forward Racing       | Kalex Moto2        | 25   | +55.266         | 24º     |       |
| 26º  | 41 | Aiden Wagner        | Marc VDS Racing          | Kalex Moto2        | 25   | +1'02.283       | 30º     |       |
| 27º  | 42 | Max Croker          | Tasca Racing             | Suter MMX2         | 24   | +1 giro         | 32º     |       |

### Ritirati
| Nº | Pilota              | Squadra                    | Motocicletta   | Giri | Griglia |
| -- | ------------------- | -------------------------- | -------------- | ---- | ------- |
| 54 | Mattia Pasini       | NGM Forward Racing         | Kalex Moto2    | 18   | 13º     |
| 5  | Johann Zarco        | AirAsia Caterham           | Caterham Suter | 17   | 2º      |
| 55 | Hafizh Syahrin      | Petronas Raceline Malaysia | Kalex Moto2    | 15   | 17º     |
| 14 | Ratthapark Wilairot | AirAsia Caterham           | Caterham Suter | 12   | 21º     |
| 10 | Thitipong Warokorn  | APH PTT The Pizza SAG      | Kalex Moto2    | 4    | 28º     |

### Non partiti
| Nº | Pilota          | Squadra                  | Motocicletta |
| -- | --------------- | ------------------------ | ------------ |
| 49 | Axel Pons       | AGR Team                 | Kalex Moto2  |
| 70 | Robin Mulhauser | Technomag carXpert       | Suter MMX2   |
| 25 | Azlan Shah      | Idemitsu Honda Team Asia | Kalex Moto2  |

## Moto3
Vittoria nella “gara di casa” per Jack Miller con la KTM RC 250 GP del team Red Bull KTM Ajo, con il pilota australiano che giunge in questo modo alla sua personale quinta affermazione stagionale. Miller vince la gara sopravanzando in volata altri tre piloti, che sono: Álex Márquez secondo con soli 29 millesimi di ritardo dal vincitore, Álex Rins terzo con 32 millesimi di distacco e Efrén Vázquez che chiude solamente quarto a 44 millesimi.
Per quel che concerne la contesa per il titolo mondiale, Márquez mantiene la prima posizione con 251 punti, anche se vede riavvicinarsi Miller, che rimane in seconda posizione con 231 punti totali ma con la vittoria di questa gara riduce a 20 punti il distacco dal primo, mentre Rins rimane terzo con 210 punti.
Da segnalare il nono posto in gara di Niklas Ajo, dopo essersi fratturato un dito in una caduta rimediata nel corso delle prove, mentre Eric Granado, anche lui caduto durante le prove, decide di non partecipare alla gara.

### Arrivati al traguardo
| Pos. | Nº | Pilota             | Squadra                   | Motocicletta        | Giri | Tempo           | Griglia | Punti |
| ---- | -- | ------------------ | ------------------------- | ------------------- | ---- | --------------- | ------- | ----- |
| 1º   | 8  | Jack Miller        | Red Bull KTM Ajo          | KTM RC 250 GP       | 23   | 37min 25s 209ms | 8º      | 25    |
| 2º   | 12 | Álex Márquez       | Estrella Galicia 0,0      | Honda NSF250R       | 23   | +0.029          | 1º      | 20    |
| 3º   | 42 | Álex Rins          | Estrella Galicia 0,0      | Honda NSF250R       | 23   | +0.032          | 2º      | 16    |
| 4º   | 7  | Efrén Vázquez      | SaxoPrint-RTG             | Honda NSF250R       | 23   | +0.044          | 6º      | 13    |
| 5º   | 17 | John McPhee        | SaxoPrint-RTG             | Honda NSF250R       | 23   | +0.134          | 5º      | 11    |
| 6º   | 10 | Alexis Masbou      | Ongetta-Rivacold          | Honda NSF250R       | 23   | +0.242          | 9º      | 10    |
| 7º   | 44 | Miguel Oliveira    | Mahindra Racing           | Mahindra MGP3O      | 23   | +2.753          | 15º     | 9     |
| 8º   | 84 | Jakub Kornfeil     | Calvo Team                | KTM RC 250 GP       | 23   | +3.455          | 17º     | 8     |
| 9º   | 31 | Niklas Ajo         | Avant Tecno Husqvarna Ajo | Husqvarna FR 250 GP | 23   | +18.118         | 19º     | 7     |
| 10º  | 23 | Niccolò Antonelli  | Junior Team GO&FUN        | KTM RC 250 GP       | 23   | +18.119         | 13º     | 6     |
| 11º  | 21 | Francesco Bagnaia  | SKY Racing Team VR46      | KTM RC 250 GP       | 23   | +18.204         | 27º     | 5     |
| 12º  | 99 | Jorge Navarro      | Marc VDS Racing           | Kalex KTM           | 23   | +18.226         | 11º     | 4     |
| 13º  | 98 | Karel Hanika       | Red Bull KTM Ajo          | KTM RC 250 GP       | 23   | +18.278         | 18º     | 3     |
| 14º  | 19 | Alessandro Tonucci | CIP                       | Mahindra MGP3O      | 23   | +18.544         | 16º     | 2     |
| 15º  | 41 | Brad Binder        | Ambrogio Racing           | Mahindra MGP3O      | 23   | +20.468         | 12º     | 1     |
| 16º  | 13 | Jasper Iwema       | CIP                       | Mahindra MGP3O      | 23   | +23.434         | 7º      |       |
| 17º  | 16 | Andrea Migno       | Mahindra Racing           | Mahindra MGP3O      | 23   | +25.892         | 26º     |       |
| 18º  | 38 | Hafiq Azmi         | SIC-AJO                   | KTM RC 250 GP       | 23   | +25.894         | 22º     |       |
| 19º  | 43 | Luca Grünwald      | Kiefer Racing             | Kalex KTM           | 23   | +35.571         | 21º     |       |
| 20º  | 52 | Danny Kent         | Red Bull Husqvarna Ajo    | Husqvarna FR 250 GP | 23   | +36.602         | 4º      |       |
| 21º  | 65 | Philipp Öttl       | Interwetten Paddock       | Kalex KTM           | 23   | +40.291         | 29º     |       |
| 22º  | 95 | Jules Danilo       | Ambrogio Racing           | Mahindra MGP3O      | 23   | +40.312         | 31º     |       |
| 23º  | 9  | Scott Deroue       | RW Racing GP              | Kalex KTM           | 23   | +40.514         | 28º     |       |
| 24º  | 3  | Matteo Ferrari     | San Carlo Team Italia     | Mahindra MGP3O      | 23   | +52.031         | 30º     |       |
| 25º  | 58 | Juanfran Guevara   | Mapfre Aspar              | Kalex KTM           | 23   | +56.233         | 3º      |       |
| 26º  | 2  | Remy Gardner       | Laglisse Calvo            | KTM RC 250 GP       | 23   | +56.274         | [ 1 ]   |       |
| 27º  | 4  | Gabriel Ramos      | Kiefer Racing             | Kalex KTM           | 23   | +57.002         | 33º     |       |
| 28º  | 45 | Olly Simpson       | Olly Simpson Racing       | KTM RC 250 GP       | 23   | +57.340         | 32º     |       |

### Ritirati
| Nº | Pilota              | Squadra               | Motocicletta   | Giri | Griglia |
| -- | ------------------- | --------------------- | -------------- | ---- | ------- |
| 5  | Romano Fenati       | SKY Racing Team VR46  | KTM RC 250 GP  | 21   | 10º     |
| 32 | Isaac Viñales       | Calvo Team            | KTM RC 250 GP  | 16   | 14º     |
| 33 | Enea Bastianini     | Junior Team GO&FUN    | KTM RC 250 GP  | 12   | 20º     |
| 55 | Andrea Locatelli    | San Carlo Team Italia | Mahindra MGP3O | 1    | 23º     |
| 63 | Zulfahmi Khairuddin | Ongetta-AirAsia       | Honda NSF250R  | 1    | 25º     |

### Non partito
| Nº | Pilota       | Squadra    | Motocicletta  |
| -- | ------------ | ---------- | ------------- |
| 57 | Eric Granado | Calvo Team | KTM RC 250 GP |